# Кадусии
Кадусиите (на старогръцки: Καδούσιοι,на латински: Cadusii) са древно племе, населявало северозападните части на днешния Иран. Гръцките историци описват кадусии като многоброен войнствен народ, водещ номадски начин на живот. За произхода на племето съществуват главно две хипотези. Според едната кадусиите са иранско племе, според втората идентифицират ги като скитското племе гели (на старогръцки: Γῆλαι, Gelae).
Археологически или писмени данни за кадусии са твърде оскъдни. За тях не се споменава в древните ирански източници, няма доказателства за тяхното присъствие в древния Близък Изток, не е известно и оригиналното название на племето. Народ, наречен кадусии, за пръв път се описва в древногръцки източници. Според тях кадусиите са обитавали територията на югозапад от Каспийско море, простираща на юг от река Аракс и разположена между Кавказка Албания и земите на друго иранско племе, марди (на старогръцки: ᾽Άμαρδοι, Μάρδοι).
Страбон и други древногръцки историци отбелязват военните умения на кадусиите, в частност отличното владеене на копие. Смята се, че кадусиите чрез многобройни войни с мидийците успяват да запазват своята независимост, но доброволно се подчиняват на Кир II. След смъртта на Кир II един от неговите синове, Бардия (известен също с гръцките имена Танаоксарес и Смердис), става сатрап на Мидия, Армения и кадусиите.
Предполага се, че войнствените кадусии са се противопоставяли на властта на Ахеменидите. Известно е, че вдигат няколко бунта. Единият от тях започва в края на царуването на Дарий II, около 405 пр.н.е., и продължава до въстанието на Кир Млади през 401 пр.н.е. Около 380 пр.н.е. Артаксеркс II организира поход срещу кадусиите, но претърпява от тях голямо поражение. Царят получава възможност благополучно да отстъпи само в резултат на дипломатически усилия. Дарий III успява да подчини кадусиите. Те заедно с мидийците и другите северни племена участват в битката при Гавгамела на страната на персийския цар.